# Адыгская диаспора
Появление черкесской диаспоры в различных странах мира стало возможным по причине массового переселения адыгов в Турцию. С 1763 черкесы вели вооруженную борьбу против экспансии Российской империи, которая окончилась в 1864 году благодаря использованной генералом Евдокимовым тактике выжженной земли. После этого большая часть черкесов была переселена в Османскую империю.
В настоящее время представители черкесской диаспоры проживают в более чем 50 странах мира. Больше всего адыгов находится в Турции; некоторые источники называют цифру в 3 миллиона человек, другие — 4 миллиона.

## Турция

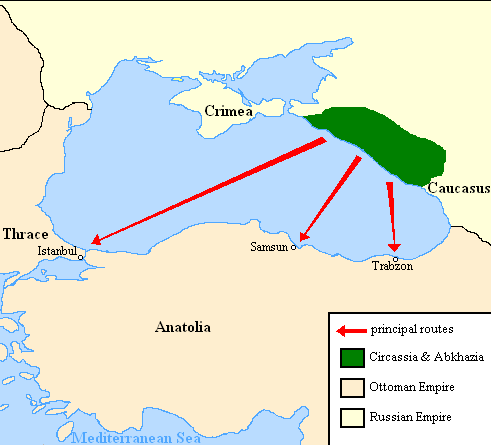
Карта изгнания черкесов в Османскую империю

В Турции адыги составляют 2,7 % населения и являются одной из самых больших этнических групп в этом государстве. В течение XIX века адыги переселялись отсюда по всему Леванту.

## Египет
Появление черкесов на территории современного Египта можно отнести к XIV веку, когда сюда начали присылать невольников с крымских рынков. Впоследствии адыги-мамлюки сумели захватить власть в султанате, удерживая её вплоть до XIX века.

## Сирия
На 1987 год в Сирии насчитывалось около 100 тысяч черкесов, половина из которых проживала в провинциях Тартус и Латакия; многие проживают на территории Голанских высот. После учреждения мандата Франции в Сирии многие адыги примкнули к французским войскам, которые пропагандировали среди местного населения борьбу с арабами-суннитами. В 40-х годах черкесы принимали активное участие в арабо-израильской войне под предводительством Джавада Анзора. В боях погибло около 200 адыгов. После событий Шестидневной войны многие адыги переселились в Дамаск и Алеппо, хотя в 1973 году некоторым из них пришлось вернуться в деревни Бир Аджам и Барика.
В настоящее время сирийские черкесы являются сторонниками режима Асада и противниками местных суннитских фундаменталистов. Они поддерживают хорошие отношения с местными алавитами, друзами, христианами и евреями. Многие из них работают в правительстве, в гражданском и военном управлении. Бывший министр внутренних дел и начальник полиции Бассам Абдель Маджид по национальности был черкесом. С течением времени число адыгов, говорящих на родном языке, уменьшается. В жизни адыгов Сирии большое место занимают национальные праздники.
В результате гражданской войны сирийские черкесы оказались на грани уничтожения. Часть из них стали беженцами в Турции и Иордании. Репатриация на Родину – адыгские республики России – в настоящее время невозможна, в связи с позицией руководства республик – нейтрально-прохладной в КЧР и Адыгее и резко негативной в КБР, где с приходом Кокова Ю.А. прекратилась поддержка сирийских черкесов на республиканском уровне.

## Иордания
Адыгская диаспора Иордании известна всему миру, во многом благодаря тому, что столица этой страны — Амман — была заложена в 1878 году представителями племени шапсугов. 
Черкесы сыграли важную роль в становлении Трансиорданского эмирата. Адыги занимают высокие посты в правительстве, вооруженных силах и полиции; с 1921 года личную охрану королей Иордании (Абдаллаха I, Талала, Хусейна и Абдаллаха II) набирают только из черкесов. С 1932 года большое влияние в стране приобрела Черкесская Ассоциация Благотворительности. В 1944 году был создан клуб Аль-Ахли, который занимается развитием черкесских национальных видов спорта (борьба на поясах и др.); с 1944 года внутри клуба был создан ансамбль адыгских национальных танцев. В 1950 году создана организация Аль-Джил Аль-Джадид, целью которой является сохранение и развитие адыгской культуры внутри Иордании. В 2009 году основана Черкесская Академия Культуры, занимающаяся сохранением кабардино-черкесского языка. Тогда же был основан ансамбль национального танца «Горцы». 21 мая 2011 года иорданские черкесы организовали протест против проведения зимней олимпиады на месте проведения геноцида адыгов.

## Ливия
В Ливии проживает около 30 тысяч адыгов, которые являются потомками мамлюков. Представители местной диаспоры черкесов знамениты тем, что в 70—80-х годах организовали заговор против полковника Каддафи. Во главе заговора встал Омар Мохейши, черкес по национальности, убитый в 1984 году. После этого события ливийские адыги были взяты под контроль власти, что обусловило их участие в гражданской войне 2011 года на стороне оппозиции.

## Израиль
В Израиле проживает несколько тысяч адыгов, больше всего — в Кфар-Каме (2 тыс.) и Реханье (1 тыс.). Эти деревни входили в число адыгских поселений в районе Голанских высот. По достижении определенного возраста их жители обязаны проходить военную службу, как и остальное население. Многие израильские адыги служат в силовых структурах, в том числе в Магаве, армии обороны, израильской полиции и управлении тюрем.

## Восточная Европа
Около 1866 года несколько семей переселенцев с Кавказа поселились на территории Молдавского княжества. В течение короткого времени они были ассимилированы местным населением. Один из последних представителей этого рода, генерал Михаил Христодуло Черкез, стал национальным героем Румынии во время русско-турецкой войны 1877-78 годов. В битве при Плевене он разбил турок и пленил командующего турецкой армией генерала Нури-Гази Осман-пашу (который и сам был потомком адыгских переселенцев в Турции), который после сдачи отдал Михаилу Черкесу свой меч. В память об этом событии один из коридоров дворца Котрочень в Бухаресте назван «Sala Cerchez».
Небольшое число адыгов в течение короткого времени проживало в Косово-Поле, однако во время событий 1990-х они были репатриированы на историческую родину — в Адыгею.

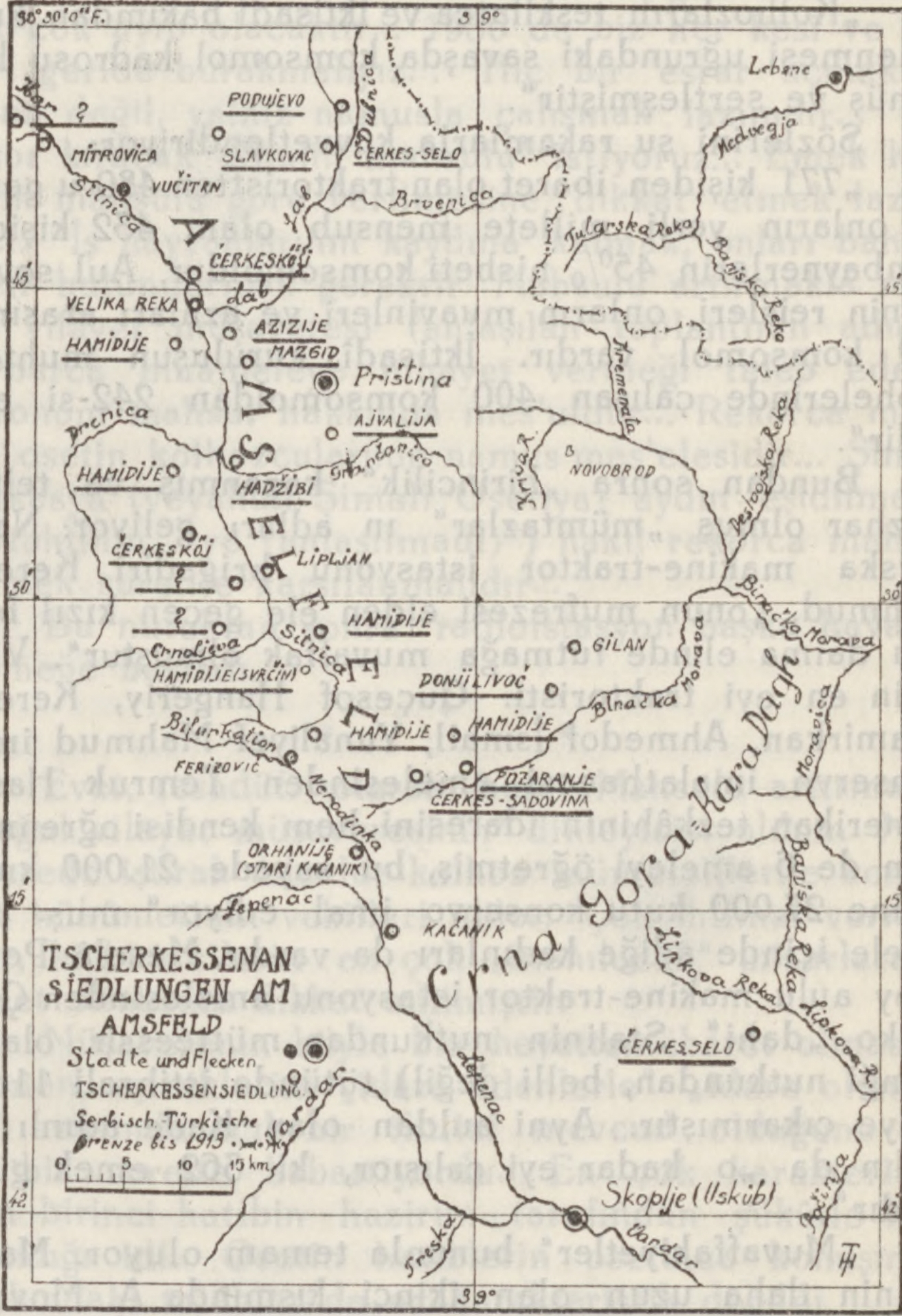
Расселение адыгов на Косовом поле до Балканской войны. Адыгские поселения подчёркнуты

## Современное положение
В настоящее время представители адыгской диаспоры по всему миру заявляют о необходимости признания геноцида адыгов. В 2006 году Государственная Дума отклонила петицию Черкесского Конгресса по этому поводу. Хазрет Совмен, бывший президентом Адыгеи в 2002—2007 годах, ссылался на геноцид адыгов как на национальную катастрофу. В результате деятельности Международной Черкесской ассоциации (МЧА), возникновения ряда национально-демократических и националистических групп и движений ("Черкесский Союз", "Адыгэ Хасэ", "Черкесский Конгресс", "Хаса" в России и странах проживания черкесской диаспоры, Федерация черкесов Европы, Кавказская федерация (КАВФЕД) в Турции и др.), активизировалось национальное самосознание.